# Häslach (Schonwald)
Koordinaten: 48° 42′ 29,5″ N, 9° 13′ 24,8″ O
Das Gebiet Häslach ist ein mit Verordnung vom 12. Februar 2002 durch die Körperschaftsforstdirektion Tübingen ausgewiesener Schonwald (Schutzgebiet-Nummer 200085) in Baden-Württemberg.

## Lage
Das Schutzgebiet befindet sich nordöstlich von Plieningen. Es liegt im Stadtwald Stuttgart und umfasst einen Teil der Abteilung 2 des Distriktes XXI „Häslach“.
Der Schonwald liegt im Naturschutzgebiet Häslachwald und im Westen und Osten grenzt der Schonwald an das Landschaftsschutzgebiet Das ganze Körschtal. Er ist Teil des FFH-Gebiets Filder.

## Vegetation
Im Schonwald kommen laut Waldbiotopkartierung die folgenden Pflanzen vor:
Feldahorn, Berg-Ahorn, Giersch, Knoblauchsrauke, Bärlauch, Schwarz-Erle, Buschwindröschen, Aronstab, Wald-Segge, Gemeine Hainbuche, Gemeine Hasel, Zweigriffeliger Weißdorn, Echter Wurmfarn, Scharbockskraut, Gemeine Esche, Wald-Gelbstern, Kletten-Labkraut, Echte Nelkenwurz, Gemeiner Efeu, Großes Springkraut, Heckenkirsche, Rote Heckenkirsche, Vielblütige Weißwurz, Hohe Schlüsselblume, Gewöhnliche Traubenkirsche, Traubeneiche, Stieleiche, Brombeere, Schwarzer Holunder, Große Sternmiere, Große Brennnessel, Wald-Veilchen.

## Schutzzweck
Der Schutzzweck des Schonwalds ist gemäß Schutzgebietsverordnung
- Erhaltung, Pflege und Entwicklung landschaftstypischer Waldbestände (Eichen-Hainbuchen-Wald, Kleebwald);
- Erhaltung und Förderung des Vorkommens z. T. seltener Tier- und Pflanzenarten.

## Betreuung
Wissenschaftlich betreut wird der Schonwald durch die Forstliche Versuchs- und Forschungsanstalt Baden-Württemberg (BVA).